# Jesi
Jesi còn gọi là. Iesi là một thị xã ở tỉnh Ancona, vùng Marche, Italia. 

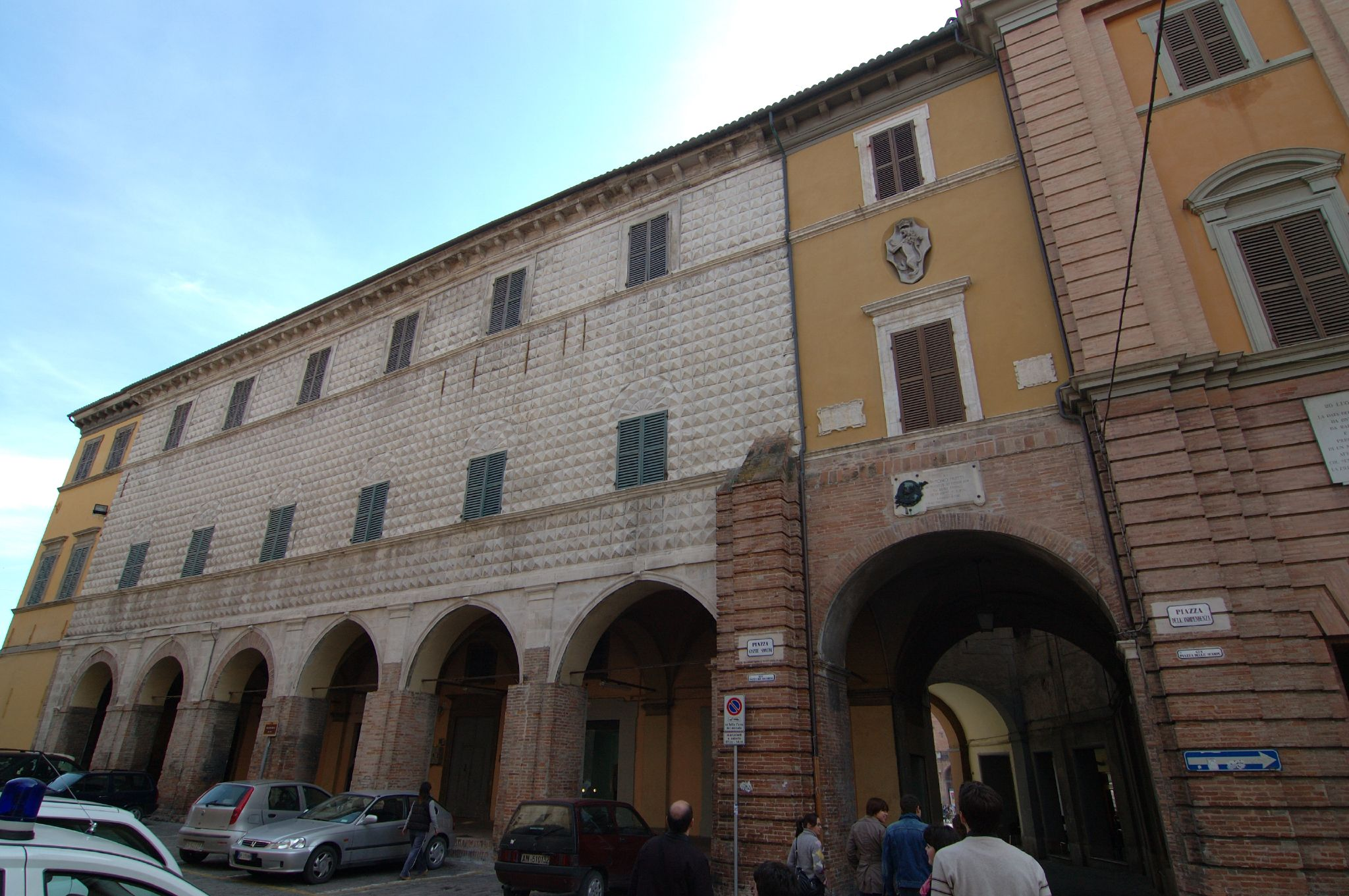
Palazzo Ricci ở Jesi.

Đây là một trung tâm thương mại và nông nghiệp nằm bên bờ bắc của sông Esino, cách cửa sông ở Biển Adriatic 17 km. Thị xã này đã từng là kinh đô của một quốc gia-thành phố độc lập. Hiện ở đây còn lưu giữ các tường thành xây thời Trung cổ.

## Người Jesi
- Giancarlo Falappa
- Frederick II, Holy Roman Emperor
- Virna Lisi
- Roberto Mancini
- Valeria Moriconi
- Giovanni Battista Pergolesi
- Giancarlo Aquilanti
- Rafael Sabatini
- Giovanna Trillini
- Valentina Vezzali
- Paolo Polidori

## Thành phố kết nghĩa
- - Cluj-Napoca, România
- - Mayenne, Pháp
- - Waiblingen, Đức